# Віллі Рід (футболіст)
Вільям «Віллі» Рід (англ. William «Willie» Reid; 3 травня 1884, Бейлістон, Шотландія — 1 травня 1966, там же) — шотландський футболіст, що грав на позиції нападника. По завершенні ігрової кар'єри — тренер.
Виступав, зокрема, за клуб «Рейнджерс», а також національну збірну Шотландії.
П'ятиразовий чемпіон Шотландії.

## Клубна кар'єра
У дорослому футболі дебютував 1903 року виступами за команду клубу «Мортон», в якій провів три сезони.
Згодом з 1906 по 1909 рік грав у складі команд клубів «Терд Ланарк», «Мотервелл» та «Портсмут».
Своєю грою за останню команду привернув увагу представників тренерського штабу клубу «Рейнджерс», до складу якого приєднався 1909 року. Відіграв за команду з Глазго наступні одинадцять сезонів своєї ігрової кар'єри. За цей час п'ять разів виборював титул чемпіона Шотландії.
Завершив професійну ігрову кар'єру у клубі «Альбіон Роверс», за команду якого виступав протягом 1920—1922 років.

## Виступи за збірну
1911 року дебютував в офіційних матчах у складі національної збірної Шотландії. Протягом кар'єри у національній команді, яка тривала 4 роки, провів у формі головної команди країни 9 матчів, забивши 4 голи.

## Кар'єра тренера
Розпочав тренерську кар'єру, ще продовжуючи грати на полі, 1920 року, очоливши тренерський штаб клубу «Альбіон Роверс».
Останнім місцем тренерської роботи був клуб «Данді Юнайтед», головним тренером команди якого Віллі Рід був з 1931 по 1934 рік.

## Досягнення
- Чемпіон Шотландії (5):

«Рейнджерс»: 1911, 1912, 1913, 1918, 1920